# Shingo Morita (fodboldspiller, født 2001)
Shingo Morita (født 9. juli 2001) er en japansk fodboldspiller.
Han har spillet for flere forskellige klubber i sin karriere, herunder FC Tokyo.